# Casorate Sempione
Casorate Sempione é uma comuna italiana da região da Lombardia, província de Varese, com cerca de 5.070 habitantes. Estende-se por uma área de 6 km², tendo uma densidade populacional de 845 hab/km². Faz fronteira com Arsago Seprio, Cardano al Campo, Gallarate, Somma Lombardo.

## Demografia
| Variação demográfica do município entre 1861 e 2011                               |
|                                                                                   |
| Fonte: Istituto Nazionale di Statistica (ISTAT) - Elaboração gráfica da Wikipedia |

## Cidades-irmãs
- Saint-Étienne-de-Saint-Geoirs, França
- Saint-Geoirs, França
- Saint-Michel-de-Saint-Geoirs, França